# Catedral de San Jorge (Wiener Neustadt)
La catedral de San Jorge o simplemente catedral de Wiener Neustadt (en alemán: Kathedrale St. Georg) es la catedral del ordinariato militar de Austria y basílica menor en Austria, se encuentra en el interior del castillo de Wiener Neustadt, en la ciudad homónima.
La iglesia, construida en el lado oeste del castillo de Wiener Neustadt, fue comisionada em el año 1440 al arquitecto Peter von pusica por el rey Federico IV. Al final de la obra la iglesia fue dedicada a Santa María y consagrada en 1460. En 1479 la Orden de los Caballeros de San Jorge estableció su cuartel general en Wiener Neustadt, y el patrón de la iglesia pasó a ser San Jorge. Después de la abolición de la orden ecuestre en 1600, la iglesia fue confiada primero a los cistercienses y más tarde a los Escolapios. En 1608 y en 1616 dos incendios dañaron el castillo y la iglesia, que fueron reparados por iniciativa de Maximiliano III.
Con la fundación de la Academia Militar teresiana de María Teresa en 14 de diciembre de 1751, la iglesia estaba estrechamente ligado al destino del castillo como la sede de la escuela militar. El castillo y la iglesia fueron completamente destruidas en un bombardeo durante la Segunda Guerra Mundial el 12 de marzo de 1945, pero su reconstrucción comenzó el año siguiente, sólo para ser completada en 1958.
Desde 1963 es la sede del Ordinariato Militar, por lo que fue elevada a catedral. Desde el 13 de diciembre de 1967 también asumió el título de basílica menor.

## Véase también

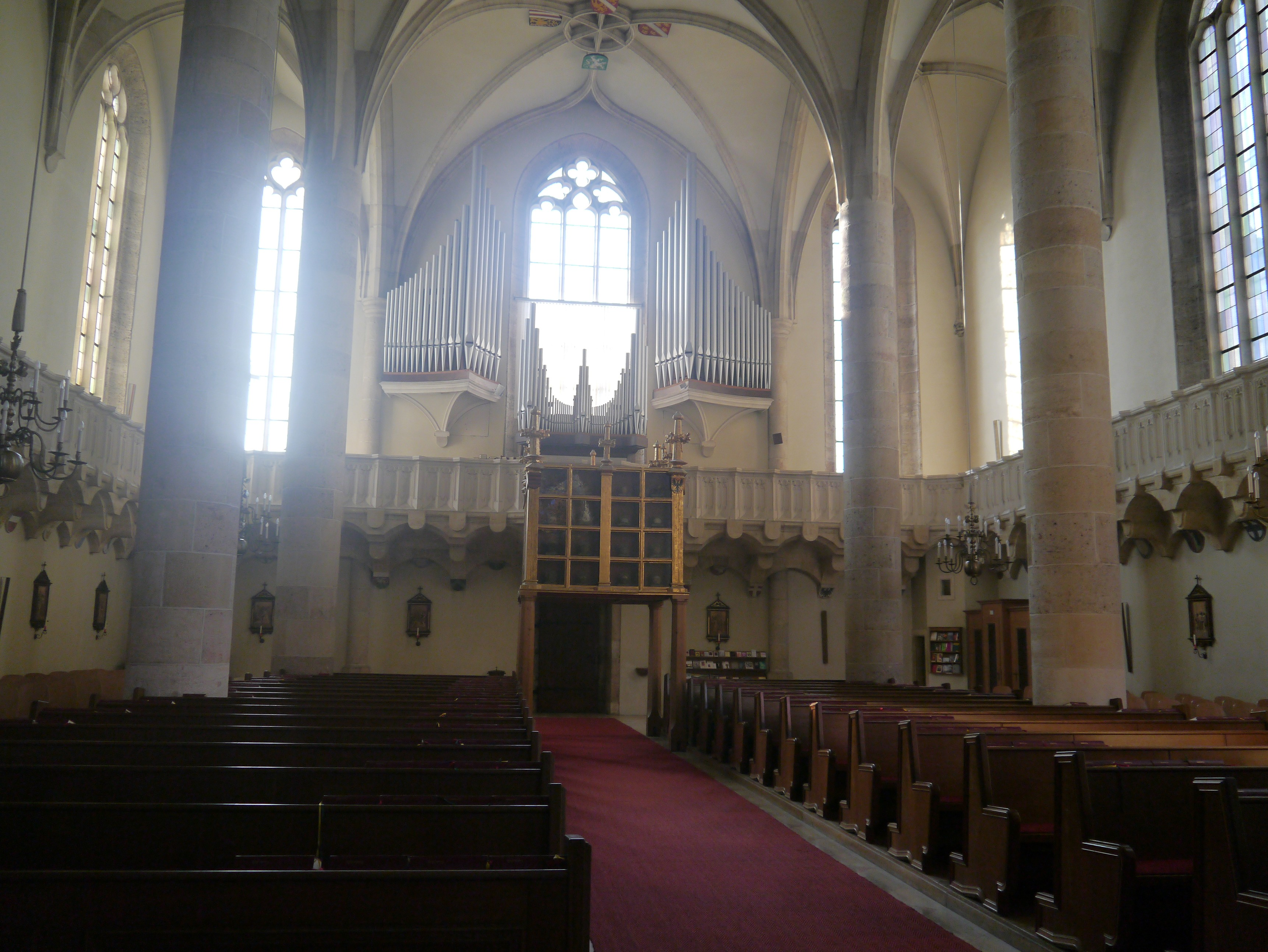
Vista interna